# Marietta Zumbült
Marietta Zumbült (* in Stuttgart) ist eine deutsche Opern-, Operetten-, Lied- und Konzertsängerin (Sopran).

## Leben
Ihre Gesangsausbildung absolvierte Zumbült von 1987 bis 1993 an den Musikhochschulen von Essen und Hannover. Ihre Lehrer waren u. a. William Reimer und Carol Richardson. Meisterkurse belegte sie bei Judith Beckmann, Eugene Rabine und Ingeborg Most. Sie war Stipendiatin des Richard Wagner Verbandes (1986) sowie VDMK-Preisträgerin. Nach dem Studium folgte ein Engagement am Brandenburger Theater. 
Von 1997 bis 2009 gehörte die Künstlerin zum festen Ensemble des Nationaltheaters Weimar. Dort sang sie die großen Rollen ihres Faches, darunter Mimi, Figaro-Gräfin, Marie in Die verkaufte Braut, Sophie in Der Rosenkavalier, Füchslein Schlaukopf in Das schlaue Füchslein, die Pamina in Die Zauberflöte, die Titelpartie in Luisa Miller, Michaela in Carmen, Freia und Wellgunde in Das Rheingold, Gutrune in Götterdämmerung und Ginevra in Ariodante. Mit letztgenannter Rolle brillierte sie auch am 21. April 2012 im Theater Ulm.
Neben ihrer Bühnenpräsenz ist die Sopranistin rege als Lied- und Konzertsängerin tätig. Dabei reicht ihr Repertoire von der Renaissance bis zur zeitgenössischen Musik, von einer kammermusikalischen Besetzung (Orgel, Klavier oder Laute) bis hin zur großen Orchesterbegleitung. Zumbült ist u. a. ständiger Gast bei zahlreichen Musikfestspielen wie z. B. den Innsbrucker Festwochen der Alten Musik, den Händel-Festspielen Halle und Göttingen, dem Brandenburgischen Musiksommer. Ihre Konzerttätigkeit führte Zumbült auch nach Israel, Ungarn, Russland, Frankreich und Dänemark. 
Zumbült ist seit 2009 Dozentin für Gesang an der Hochschule für Musik Franz Liszt Weimar.